# Philipps Tierstunde
Philipps Tierstunde war eine Fernsehproduktion des SWR und der ARD, die im KiKA ausgestrahlt wurde. Es handelte sich um eine Tiersendung mit der Plüschmaus Philipp. Philipps Tierstunde wurde nach der Sendung vom 31. August 2002 abgesetzt, da es Schwierigkeiten mit dem damaligen Lizenzgeber gab; die Maus in der Sendung wich zu sehr von der Originalfigur in den Büchern ab. Diese Schwierigkeiten sollten durch die Originalproduktion der Nachfolgesendung des Südwestrundfunks umgangen werden. 

## Vorgeschichte der Figur „Philipp die Maus“
„Philipp die Maus“ wurde 1982 von der österreichischen Illustratorin Hanne Türk als Bilderbuchfigur erfunden.
Die Fernsehkarriere von „Philipp die Maus“ begann 1987 mit der Zeichentrickserie „Philipp die Maus“, die bis 1994 bei ARD und im dritten Programm von SWF/SDR/SR lief.

## Philipps Tierstunde
Philipps Tierstunde lief von 1996 bis 2002 live im KiKA und wurde als Wiederholung in der ARD, dem SWR und dem Vierten ausgestrahlt. Philipps Tierstunde enthielt Tierfilme, Beratung durch einen Tierarzt, Ratespiele und Gäste, die ihre Tiere mitbrachten und Fragen zu ihnen beantworteten. Auch gab es kurze animierte Clips rund um Philipp, im Stil der Originalserie.
Die Katze Tiger – ebenfalls eine Erfindung von Hanne Türk – stand meistens im Regal, auch die Eingangstür ins Studio wurde nach ihr gestaltet, obwohl sie in der Zeichentrickserie eine große Rolle spielte. Auch der Postsack meldete sich selten zu Wort und wurde nur bei der Ziehung des Gewinners gebraucht. Zumeist ging es um Philipp und den Moderator.
Moderatoren:
1. Georg Holzach moderierte die Sendung von 1996 bis 1997 und ist heute beim hr als Moderator tätig.
2. Mathias Münch moderierte die Sendung von 1997 bis 1999 und moderiert heute u. a. das c’t magazin.tv beim hr.
3. Ernst-Marcus Thomas moderierte die Sendung bis zum Sendungsende und danach noch bis 2005 die Nachfolgesendung Oli’s Wilde Welt. Danach wechselte er bis 2008 zum ARD Buffet und moderierte von 2008 bis 2009 den ZDF-Fernsehgarten. Seine Aufgabe bei Philipps Tierstunde übernahm Alexander Königsmann bis Ende 2007.
4. Conny Horn moderierte die Sendung bis zum Sendungsende 2002 und danach noch die Nachfolgesendung bis Ende 2007. Ab 2008 wurde diese Sendung ohne Moderatoren weitergeführt.

## Nachfolgesendung
Die Nachfolgesendung ist Oli’s Wilde Welt, die Ernst-Marcus Thomas noch bis 2005 und Conny Horn (heute: Conny Kniep) noch bis Ende 2007 moderierte. Anstelle von Philipp war Oli die neue Hauptperson. Seit 2008 läuft sie samstags um 10.35 Uhr und Moderatoren treten nicht mehr auf. Es handelt sich um eine Tierreportage, bei der Oli seit April 2008 mit seinem OLI MOBIL herumfährt, viel über Tiere erzählt und vom Erfinder Tobi Tüftel, gespielt von Jan Gustav Mixsa, unterstützt wird.

## Zeitschrift „Philipp die Maus“
Die Zeitschrift „Philipp die Maus“ erscheint noch heute monatlich im KIM Verlag.

## Ausstrahlungstermine
- 25. Oktober 1999 bis 28. Februar 2000, Südwest Fernsehen, Montags
- 1997 bis 31. August 2002, Kinderkanal, Samstags, 14:00–15:00 Uhr
- 1997 bis 19. Dezember 1999, Kinderkanal, Sonntags, 6:00–7:00 Uhr
- 1996 bis 15. April 2001, Das Erste, Sonntags, 6:00–7:00 Uhr

## Ende der Sendung
Am 31. August 2002 wurde die letzte Folge von Philipps Tierstunde ausgestrahlt. In der Sendung erklärte Philipp, dass er der weltweite Möhrenwächter sei. Immer wieder wurden Hilferufe von Mäusen aus aller Welt eingeblendet, die Philipp darum baten, ihnen zu helfen. Am Ende der Sendung fliegt Philipp dann zusammen mit dem Postsack mit einem Heißluftballon davon, um die weltweite Möhrenernte zu retten. In der Sendung erklärte Philipp mehrmals, dass diese Mission „unendlich geheim lange“ dauere und dass er nächsten Samstag nicht da sei. Kurz vor dem Ende der Sendung wendet sich Philipp an die Zuschauer und erklärt, dass man sich jetzt nicht mehr wiedersehen werde. Anschließend verabschieden sich Philipp und der Postsack von den Zuschauern. 